# 第1軍 (ギリシャ軍)
第1軍（だいいちぐん、1η Στρατιά）は、ギリシャ陸軍における唯一の方面軍である。第1軍団と第4軍団を統括している。

## 概要
第1軍はギリシャ内戦中の1947年3月に設立された。ヴォロスに本部を置き、第2軍団と第3軍団を指揮していた。1948年2月10日に廃止されたが、1951年にラリサに移転し、再編成され今日に至る。司令官は中将が務める。

## 編制
- 第730工兵大隊
- 第476通信大隊
- 第485通信大隊
- 第1軍野戦防空砲兵コマンド
  - 第181中距離防空大隊
  - 第182短距離防空大隊
  - 超短距離防空大隊
- 第1軍団
- 第4軍団
- NDC-GR